# Meibom

Wappen derer von Meibom

Meibom ist der Name eines niedersächsischen Geschlechts, das über Generationen hinweg bedeutende Gelehrte hervorgebracht hat. Ursprünglich aus Osnabrück stammend, breitete sich das Geschlecht über Alverdissen vor allem in Helmstedt, Lübeck und Hannover aus.

## Geschichte

### Herkunft
Die belegte Stammreihe der Familie beginnt mit Hermann Meybaum, urkundlich 1475–1511, Bürger zu Osnabrück. Seinem Nachkommen, dem in Alverdissen geborenen Heinrich Meibom dem Älteren (1555–1625), Professor der Poesie und Geschichte an der Universität Helmstedt, wurde als poeta laureatus der Überlieferung nach am 9. Juli 1590 der erbliche Adel verliehen. Sein Sohn war der bedeutende Arzt Johann Heinrich Meibom (1590–1655), der 1620 in Helmstedt eine Professur erhalten hatte, der Stadt jedoch fünf Jahre später wegen des Dreißigjährigen Krieges den Rücken kehrte und sich in Lübeck niederließ. Sein Sohn war der gleichfalls bedeutende Mediziner Heinrich Meibom der Jüngere (1638–1700), der seinen Lehrstuhl in Helmstedt hatte. Söhne des Heinrich des Jüngeren waren der berühmte Pathologe und Botaniker Brandan Meibom (1678–1740) und Hermann Dietrich Meibom.
Karl Hugo Weizsäcker (1853–1926), der letzte Ministerpräsident des Königreichs Württemberg, war seit 1879 mit Paula von Meibom (1857–1947) verheiratet. Gemeinsam wurden sie die Stammeltern der Freiherren von Weizsäcker.

### Besitz
Mit Naudin und Weitendorf, schon vor 1807 bei Hofkammerrat Anton Heinrich von Meibom, waren zeitweise kleinere Güter in Mecklenburg in der Hand der Familie, Lübsee kam ab 1842 hinzu. Des Weiteren hatte Heinrich Karl von Meibom-Bansow für sechs Jahre Carlsruhe bei Marlow inne. Sein gleichnamiger Sohn Heinrich Christian aus erster Ehe mit Hedwig von Lowtzow erwarb Passee bei Neukloster. Gut Passee gehörte als kleines Restgut seiner Witwe Margarete, geb. Bockholdt, Verwalter wurde Heinz von Meibom. Mit Falkenberg bei Seehausen konnte auch bis 1886 ein Gut in der Altmark nachgewiesen werden.

### Standeserhebungen
- Erblicher Adel am 9. Juli 1590 zu Helmstedt für Heinrich Meibom den Älteren (1555–1625) als poeta laureatus.
- Reichsadelsbestätigung und -erneuerung am 3. Juni 1755 zu Wien für Johann Meibom, herzoglich braunschweig-lüneburgischen Hofrat und Leibmedikus.

## Wappen
Nach dem Diplom von 1755: Schild geviert; in Feld 1 und 4 auf rotem Grund ein gekrönter schwarzbewehrter silberner Schwan, in Feld 2 und 3 auf goldenem Grund aus einem schrägrechts liegenden Stamm hervorwachsend ein grüner Birken- oder Maibaum. Auf dem Helm mit rechts rot-silbernen, links rot-goldenen Decken eine silberne Lilie zwischen offenem schwarzen Fluge.

## Bekannte Familienmitglieder
- Barbara von Meibom (* 1947), deutsche Politologin
- Brandanus Meibom (1678–1740), deutscher Pathologe
- Hans von Meibom (1879–1960), deutscher Verwaltungsjurist
- Hans-Dieter von Meibom (* 1941), deutscher Manager und Ordenskanzler des Johanniterordens
- Heinrich Meibom (Dichter) (1555–1625), deutscher Historiker und Dichter
- Heinrich Meibom (Mediziner) (1638–1700), deutscher Arzt, Medizinprofessor und Historiker
- Heinrich von Meibom (General) (1784–1874), kurhessischer Generalmajor
- Hermann Dietrich Meibom (1671–1745), deutscher Jurist, Historiker und Hochschullehrer
- Irmgard von Meibom (1916–2001), Vorsitzende des Deutschen Frauenrates (1974–1976, 1978–1980)
- Johann Heinrich Meibom (1590–1655), deutscher Arzt
- Marcus Meibom (1626–1710), Polyhistor, Musikschriftsteller und Mathematiker
- Oskar von Meibom (1813–1874), Jurist und Politiker
- Viktor von Meibom (1821–1892), deutscher Rechtswissenschaftler